# 쏘우: 여섯 번의 기회
《쏘우: 여섯 번의 기회》(Saw VI)는 케빈 그루터트 감독의 2009년 공포 영화이다. 쏘우 시리즈의 6번째 부분의 영화이다.

## 트랩
- -     - 살덩이 방(A pound of flesh)

  - 두 사람이 머리에 장치를 매달고 게임이 시작되는데,그들의 살덩이를 베어 저울 위에 매달아야 한다. 더 적은 양의 살덩이를 저울 안에 넣은 사람은 장치의 못이 관자놀이를 관통하여 죽는다.

- -     - 호흡기 트랩(The breathing room)

  - 두 사람이 트랩 안에 갇혀 있는데, 그들은 둘 다 호흡기를 차고 있고 양손이 구속되어 있다. 이때 숨을 쉬면 호흡기의 압력에 의해 허리에 있는 추가 움직인다. 둘 중 한 사람이 죽을 때까지 게임은 진행된다.

- -     - 교수대(Hanging room)

  - 두 사람은 방탄유리 뒤에서 목이 장치에 연결되어 있고 동시에 구속되어 있다. 이 때 또 다른 참가자가 둘 중 누구를 살릴지 결정해야 한다. 둘 다 살리기에는 무리가 있다.

- -     - 수증기 미로(The steam maze)

  - 두 사람이 있는데, 한 사람은 머리에 장치가 있다. 정해진 90초 동안 미로를 빠져나가야 하는데, 이때 뜨거운 수증기가 뿜어져 나온다. 두 사람이 서로 돌아가면서 수증기를 맞아야 한 사람이 탈출한다.

- -     - 공포의 회전목마(Consuler Trap)

  - 여섯 명의 희생자가 랜덤으로 샷건이 발사되는 회전목마에 구속되어 있다. 이때 또 다른 한 사람이 이 중 2명을 살릴 수 있다. 그 대신 손에 창살이 꽃히는 고통을 겪게 된다.

- -     - 불산 처형(Acid trap)

  - 두 사람이 서로 의논하여 한 희생자를 죽일 것인지 살릴 것인지 결정한다. 만약 레버를 Dead로 변경하여 죽일 것을 결정하면 그 희생자는 허리에 불산 주사기가 꽃혀 몸이 녹아내려 죽는다.

## 출연
- 토빈 벨 (Tobin Bell) - 직쏘
- 코스타스 맨다이어 (Costas Mandylor) - 호프만
- 피터 아우터브리지 (Peter Outerbridge) - 윌리엄
- 샤니 스미스 (Shawnee Smith) - 아만다
- 벳시 러셀 (Betsy Russell) - 질
- 마크 롤스턴 (Mark Rolston) - 에릭슨
- 태너드라 하워드 (Tanedra Howard)
- 캐런 클리슈 (Karen Cliche) - 셸비
- 제임스 밴 패턴 (James Van Patten) - 헤프너
- 캐럴라인 케이브 (Caroline Cave) - 데비